# Lớp Giáp mềm
Lớp Giáp mềm (Malacostraca) là lớp có số lượng loài lớn nhất trong sáu lớp động vật giáp xác, với hơn 25.000 loài còn sinh tồn, được chia thành 16 bộ. Các loài trong lớp này có sự đa dạng rất lớn về hình dạng so với các lớp động vật khác. Lớp này bao gồm cua, tôm hùm, tôm, Bộ Hình tôm, Oniscidea, scuds (Amphipoda), tôm tích và các loài ít phổ biến khác. Chúng có mặt phổ biến trong tất cả các môi trường biển và cũng có mặt trong môi trường lục địa và nước ngọt. Cơ thể chúng có khoảng 20 đốt giống nhau (hiếm khi là 21), được chia thành đầu, ngực và bụng

## Sinh thái học

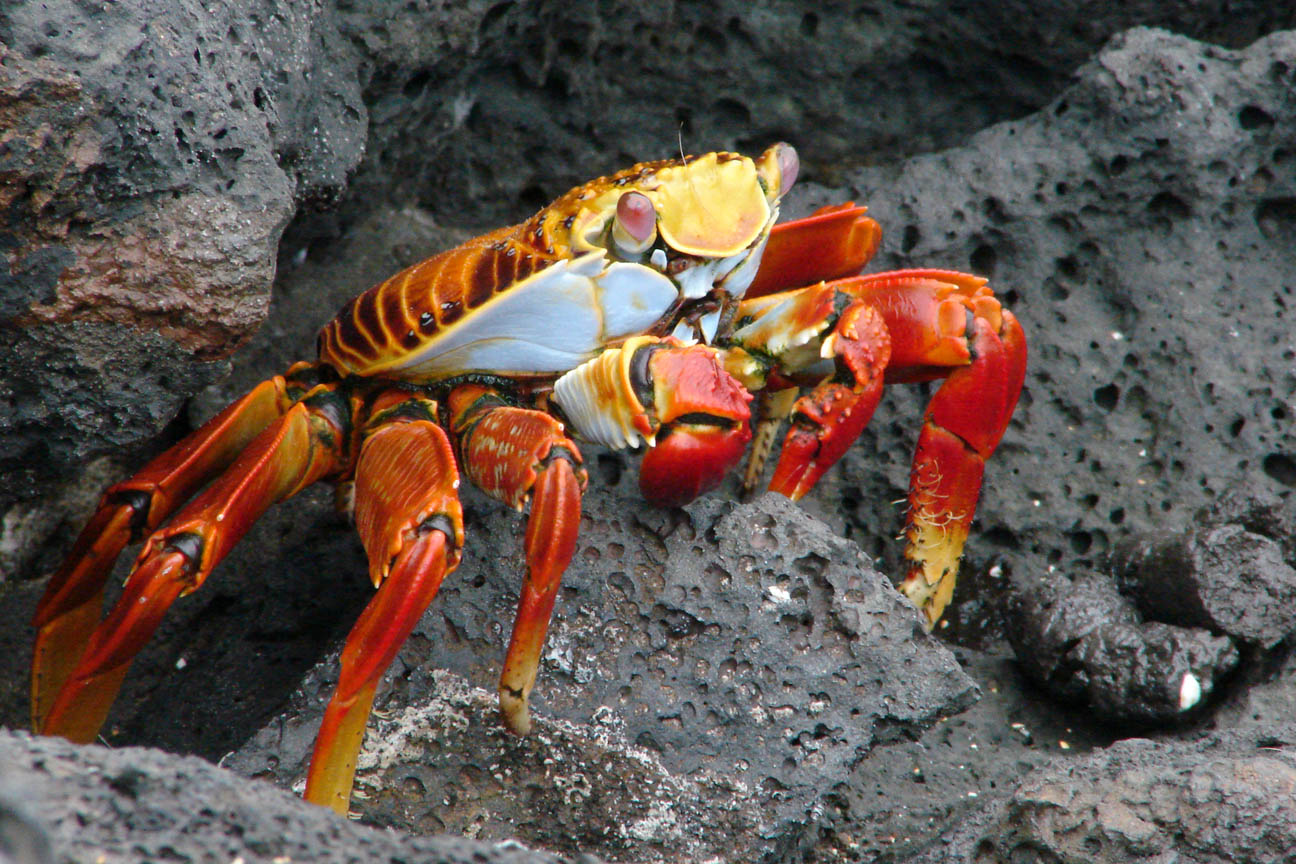
Cua đất liền Grapsus grapsus

Các loài Malacostraca sống trong một dãi rộng gồm các môi trường nước ngọt và nước mặn, và có 3 bộ có các loài sống trên lục địa: Amphipoda (Talitridae), Isopoda (Oniscidea]) và Decapoda (terrestrial hermit crabs, các loài cua trong các họ Ocypodidae (Còng, cáy), Gecarcinidae và Grapsidae (rạm), và tôm lục địa). Chúng có mặt phổ biến trong các hệ sinh thái biển và hầu hết các loài là động vật ăn xác chết, mặc dù một số loài như porcelain crab, là động vật ăn các chất được lọc lại từ môi trường nước, một số loài khác như tôm tích là động vật săn mồi.

## Phân loại
Martin và Davis trình bày cách phân loại các loài giáp mềm còn sinh tồn thành các bộ, bổ sung thêm vào đó là các bộ đã tuyệt chủng với ký hiệu tuyệt chủng (†) ở bên cạnh.
Lớp Malacostraca Latreille, 1802

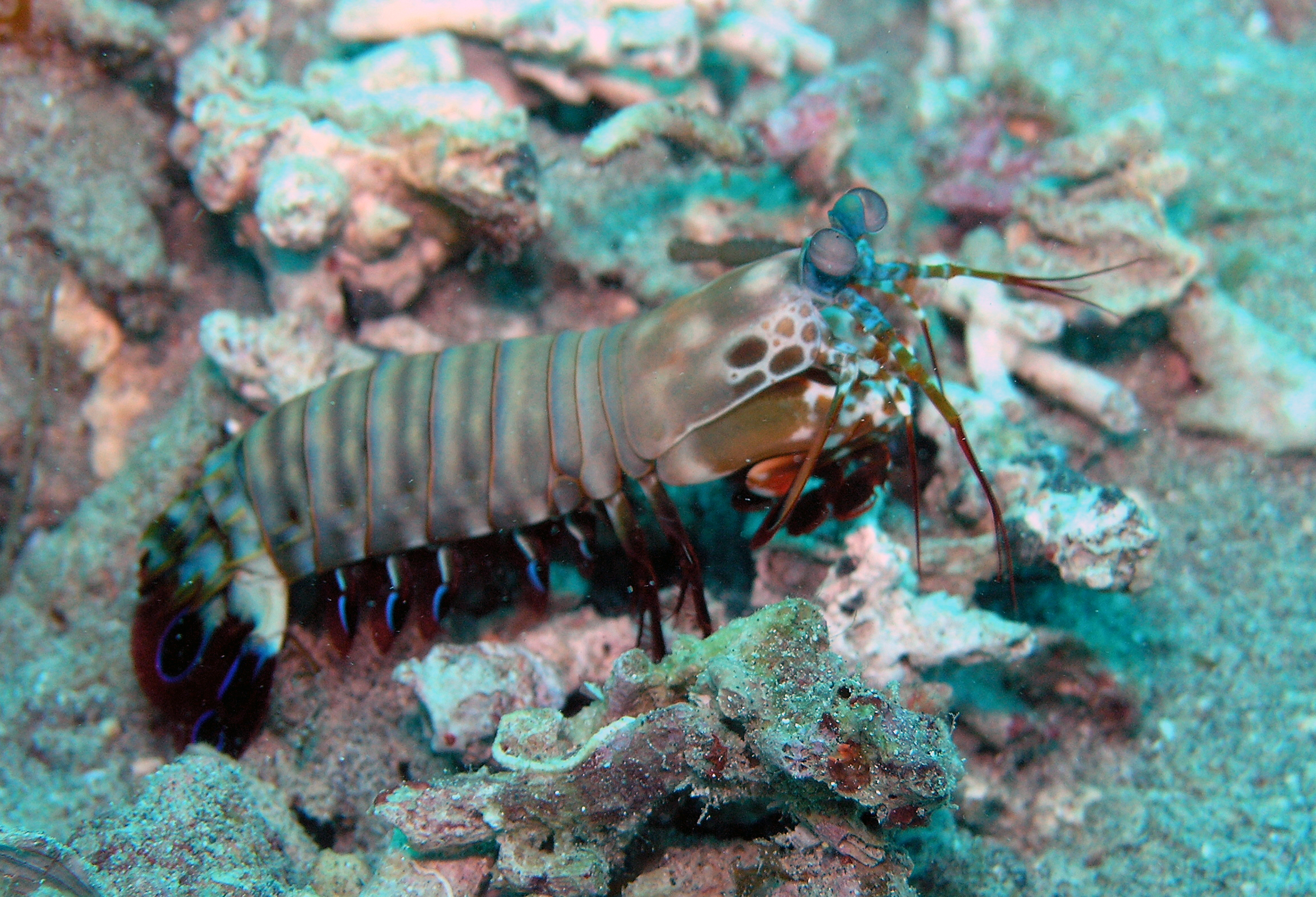
Odontodactylus scyllarus (Hoplocarida: Stomatopoda)

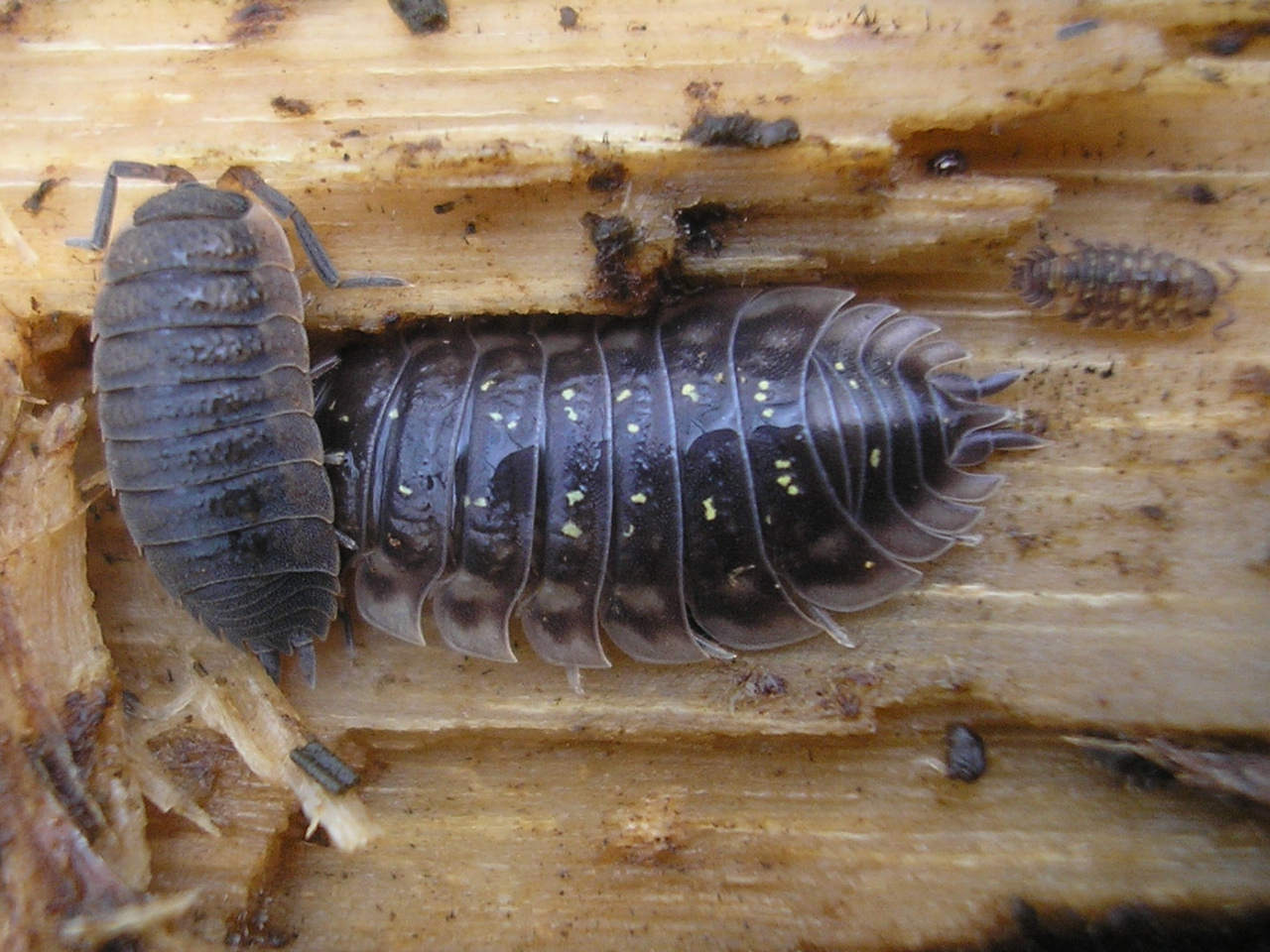
Porcellio scaber và Oniscus asellus (Peracarida: Isopoda)

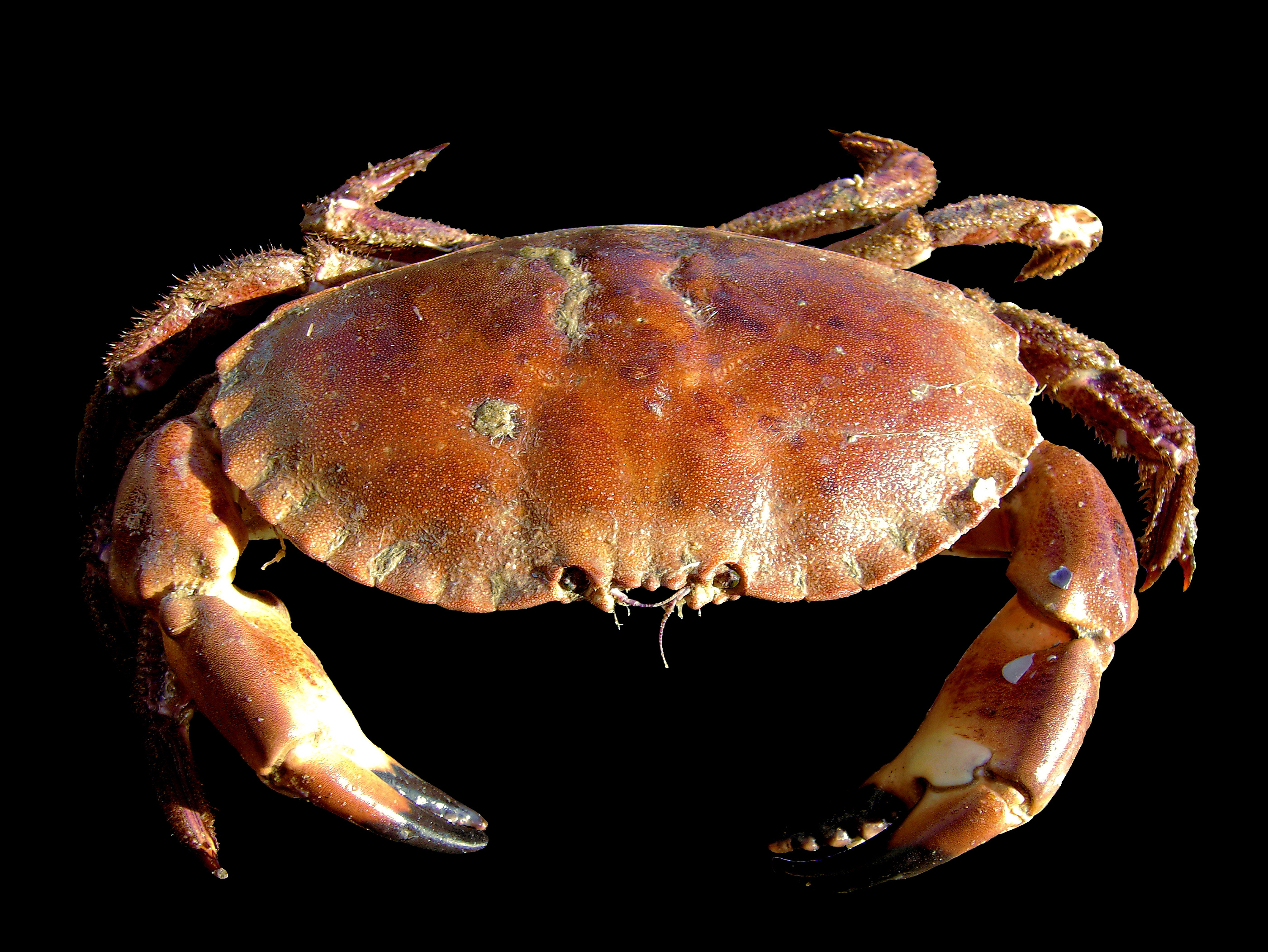
Cancer pagurus (Eucarida: Decapoda)

- Phân lớp Phyllocarida Packard, 1879

- † Archaeostraca Claus 1888
- † Hoplostraca Schram, 1973
- † Canadaspidida Novožilov trong Orlov, 1960
- † Hymenostraca Rolfe, 1969
- Leptostraca Claus, 1880 (Bộ Giáp mỏng)

- Phân lớp Hoplocarida Calman, 1904

- † Aeschronectida Schram, 1969
- † Archaeostomatopoda Schram, 1969
- Stomatopoda Latreille, 1817 (Bộ Chân miệng)

- Phân lớp Eumalacostraca Grobben, 1892
  - Liên bộ Syncarida Packard, 1885
    - † Palaeocaridacea Brooks, 1979
    - Bathynellacea Chappuis, 1915
    - Anaspidacea Calman, 1904

  - Liên bộ Peracarida Calman, 1904
    - Spelaeogriphacea Gordon, 1957
    - Thermosbaenacea Monod, 1927
    - Lophogastrida Sars, 1870
    - Mysida Haworth, 1825
    - Mictacea Bowman et al., 1985
    - Amphipoda Latreille, 1816 (Bộ Bơi nghiêng hoặc Bộ Chân khác)
    - Isopoda Latreille, 1817 (Bộ Chân đều)
    - Tanaidacea Dana, 1849
    - Cumacea Krøyer, 1846

  - Liên bộ Eucarida Calman, 1904
    - Euphausiacea Dana, 1852 (Bộ Hình tôm)
    - Amphionidacea Williamson, 1973
    - Decapoda Latreille, 1802 (Bộ Mười chân)

### Hóa thạch
Các loài giáp mềm đầu tiên xuất hiện vào đầu kỷ Cambri, khi các loài động vật thuộc Phyllocarida xuất hiện.